# Odin Gnilitza
Odin Gnilitza (* 19. Januar 2001) ist ein deutscher Volleyballspieler.

## Karriere
Gnilitza spielte in der Saison 2019/20 mit der Nachwuchsmannschaft VC Olympia Berlin in der zweiten Liga Nord. Anschließend wechselte er zum Ligakonkurrenten PSV Neustrelitz. 2023 wurde der Mittelblocker vom Erstligisten Netzhoppers Königs Wusterhausen. Mit den Netzhoppers kam er in der Saison 2023/24 nicht über das DVV-Pokal-Achtelfinale und den letzten Platz in der Bundesliga hinaus. Auch 2024/25 spielt Gnilitza für den Verein.